# Chenghuang

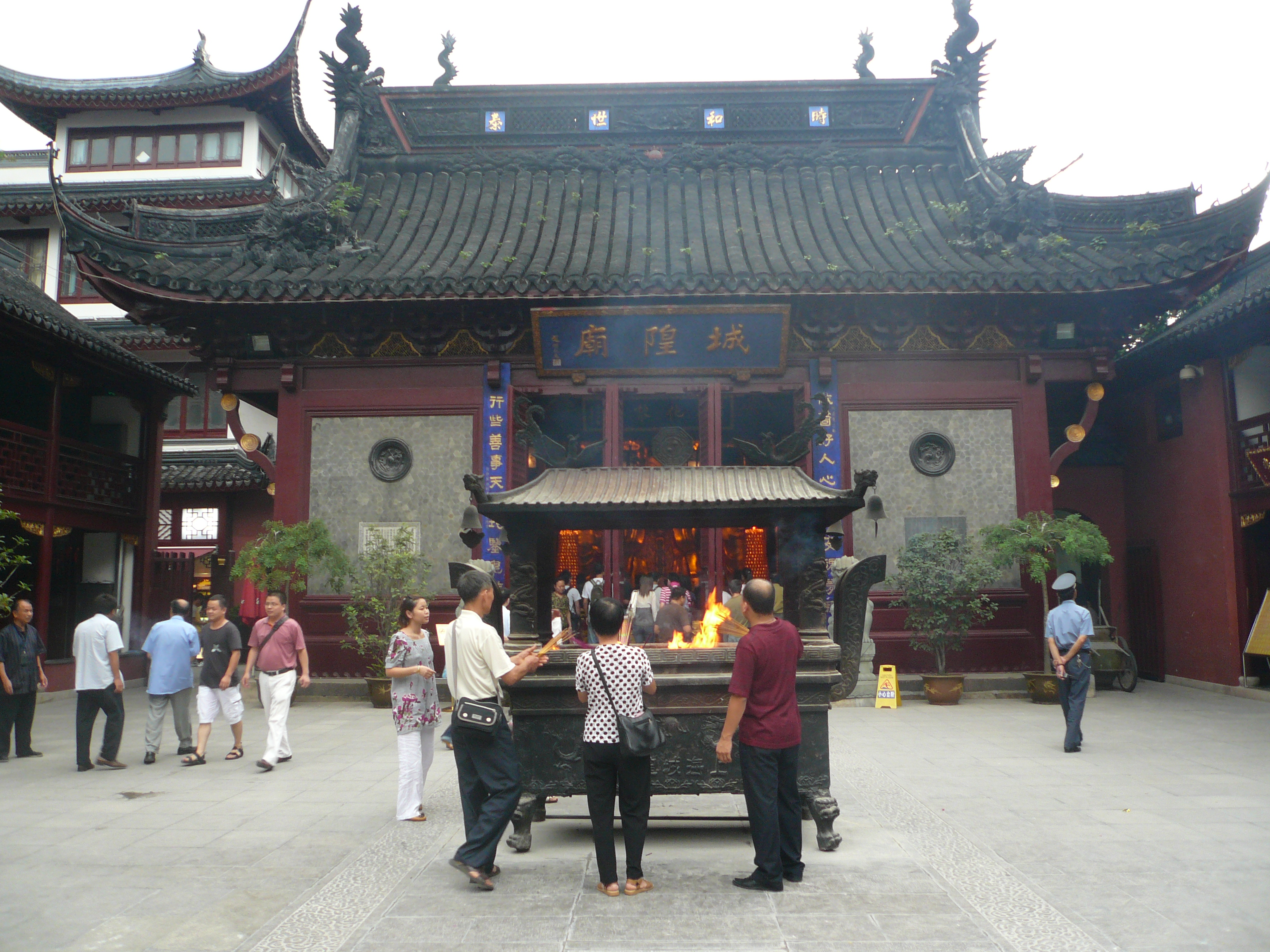
Świątynia boga miasta w Szanghaju

Chenghuang (chiń. 城隍; pinyin Chénghuáng) – w ludowych wierzeniach chińskich bóstwo opiekuńcze miasta.
Każde miasto posiadało swojego ducha opiekuńczego, który chronił je przed działaniem złych mocy oraz opiekował się murami i fosami. Towarzyszyło mu dwóch pomocników, Niutou (牛頭) i Mamian (馬面), pełniących funkcję sędziów umarłych. W wielu miastach znajdowała się specjalna świątynia z posągiem Chenghuanga, którego zazwyczaj utożsamiano z jakąś zasłużoną dla danego miasta osobą. Święto boga miasta, z towarzyszącymi mu pochodami, obchodzono dwudziestego piątego dnia dziewiątego miesiąca według kalendarza księżycowego.